# 小蜡
小蜡（学名：Ligustrum sinense），別稱小蠟樹、華南小蠟、山蠟樹、山指甲、小实女贞、魚蠟、魚蠟樹、黄心柳（云南）、水黄杨（湖北）、千张树（四川）等，为木犀科女贞属的植物。分布在台湾、马来西亚、越南以及中国大陆的云南、浙江、湖南、广东、湖北、福建、四川、贵州、广西、江苏、江西、安徽等地，生长于海拔200米至2,600米的地区，一般生长在溪边、山谷、疏林、河旁、路边的密林、山坡或混交林中。

## 醫藥用途
本種以以樹皮和枝葉入藥，中藥名為小蠟樹，於夏、秋季採收，鮮用或曬乾。味苦，性涼，具解毒消腫、清熱利濕等功效，主治感冒發熱、咽喉腫痛、口舌生瘡、肺熱咳嗽、痢疾、濕疹、濕熱黃疸、跌打損傷及燙傷等。